# Таур Матан Руак
Жозе Марија Васконселос, популарнији под ратним именом Таур Матан Руак (10. октобар 1956), је председник Источног Тимора од 20. маја 2012. године. Пре уласка у политику, био је војни заповедник Одбрамбених снага Источног Тимора (ФАЛИНТИЛ), које су се до 2002. године бориле за независност Источног Тимора.

## Биографија
Када је Индонезија 7. децембра 1975. године извршила инвазију и окупирала Источни Тимор, Таур Матан Руак прикључио се ФАЛИНТИЛ-у у борби за независност. Индонезијска војска га је заробила 1979. године, али је успео да побегне након 23 дана заробљеништва. Од 1980-их је био један од организатора војних операција.
Напредовао је током војне каријере, да би након успоставе независности Источног Тимора 2002. године постао заповедник ФАЛИНТИЛ-а. Године 2009, био је промакнут у чин генерал-мајора. Био је заповедник војних снага све до 1. септембра 2011. године, а 6. октобра је напустио службу у војсци.
На председничке изборе 16. и 17. априла 2012. године је изашао као независан кандидат и победио у другом кругу 12. априла.. Петогодишњи председнички мандат преузео је 20. маја исте године, наследивши дотадашњег Жозеа Рамоса Орту.